# روبرت إل. هيل
روبرت إل. هيل (بالإنجليزية: Robert L. Hill)‏ هو عالم كيمياء حيوية أمريكي، ولد في 1928 في كانساس سيتي في الولايات المتحدة، وتوفي في 29 نوفمبر 2012.